# Halo (canción de Beyoncé)
«Halo» es una canción interpretada por la artista estadounidense de R&B contemporáneo Beyoncé, compuesta para su tercer álbum de estudio I Am... Sasha Fierce (2008). Ryan Tedder y Evan «Kidd» Bogart la escribieron en un lapso de tres horas en el estudio de grabación del primero. Columbia Records la publicó en la radio estadounidense como el cuarto sencillo del álbum el 20 de enero de 2009. De acuerdo con «Kidd», su composición se basó principalmente en la canción «Shelter» de Ray LaMontagne (2004). «Halo» está compuesta en un tempo moderado, de ochenta y cuatro pulsaciones por minuto, en la tonalidad de la mayor, y en su letra la protagonista describe un amor sublime. 
«Halo» fue originalmente escrita para Beyoncé, pero se especuló que se creó en un principio para la cantante británica Leona Lewis. En 2008, Kelly Clarkson, que trabajó con Tedder en el álbum All I Ever Wanted, aseguró que él utilizó el mismo arreglo musical de «Halo» en su canción «Already Gone», publicada como sencillo en 2009. «Halo» recibió críticas positivas y recibió comparaciones con «Bleeding Love» de Lewis y «Umbrella» de Rihanna. También los críticos musicales la elogiaron debido a su producción musical, la cual aludía a trabajos hechos por Céline Dion.
«Halo» ganó el premio a la mejor canción en los MTV Europe Music Awards, recibió el premio Grammy a la mejor interpretación vocal pop femenina en 2010 y recibió una nominación a la grabación del año en dichos premios. La canción alcanzó el primer puesto en Brasil, Eslovaquia y Noruega, y logró llegar al quinto puesto en varios países, incluyendo Australia, el Reino Unido y los Estados Unidos. Su video musical, dirigido por Philip Andelman, se comercializó el 23 de diciembre de 2008. En él, el actor estadounidense Michael Ealy aparece y se muestra una relación ficticia entre Beyoncé y Ealy. Una versión alterna se filtró en internet en mayo de 2010. Esta versión muestra a Ealy escapando de la policía a través de un bosque. La primera versión del video ocupó la posición 79 en la lista Notariado: La cuenta regresiva de los 100 mejores vídeos de 2009 del canal Black Entertainment Television.
Beyoncé ha cambiado la letra de «Halo» en diversas ocasiones, incluyendo en un homenaje a Michael Jackson después de su muerte y durante el teletón caritativo Hope for Haiti Now: A Global Benefit for Earthquake Relief, en tributo a las víctimas del terremoto de Haití de 2010. En esa ocasión el vocalista de Coldplay, Chris Martin, acompañó a Beyoncé en el piano. La cantante interpretó «Halo» en diversas giras mundiales, incluyendo I Am... Tour, que promocionaba I Am... Sasha Fierce. Su actuación se incluyó en el álbum en directo I Am... Yours: An Intimate Performance at Wynn Las Vegas, y nuevamente fue nominada al premio Grammy a la mejor interpretación vocal pop femenina en la ceremonia de 2011. «Halo» ha sido versionada por varios artistas que incluyen a Florence and the Machine en 2009 y a Westlife en 2010. En la serie de televisión Glee a la pista se le hizo un mash up con «Walking on Sunshine» de Katrina & the Waves, en el episodio «Vitamina D» (2009).

## Producción

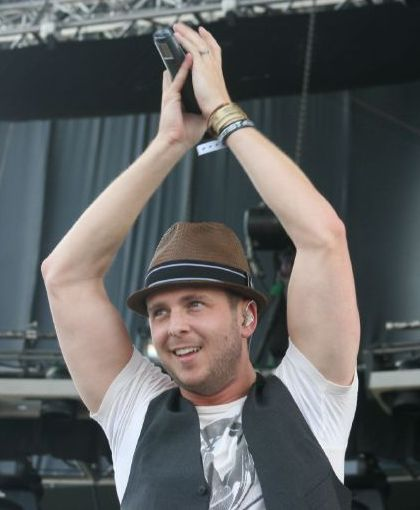
Beyoncé, «Kidd», y Tedder (en la imagen) compusieron la canción «Halo» en el estudio musical de Tedder, en California.

«Halo» fue escrita por Evan «Kidd» Bogart, Ryan Tedder y Beyoncé Knowles, y fue producida por los dos últimos en los estudios Manfield (en Los Ángeles, California) y en los estudios Germano y Roc The Mic (ambos localizados en Nueva York, Nueva York). En una entrevista con un reportero de HitQuarters «Kidd» comentó que una de las inspiraciones originales para escribir la canción fue el artista Ray LaMontagne. Él comentó que durante sus sesiones de composición le dijo a Tedder, vocalista de la banda OneRepublic, «Deberíamos escribir una canción estilo "Shelter" de Ray LaMontagne para Jay-Z y Beyoncé.» Después de escribir las líricas, «Halo» fue compuesta y completada en el estudio de Tedder en un lapso de tres horas. Tedder, asistido por Christian Baker, estuvo a cargo de los instrumentos musicales, arreglos y grabaciones del sencillo. Las grabaciones vocales quedaron asignadas a Jim Caruana, y «Halo» fue mezclada por Mark «Spike» Stent, asistido por Matt Green. «Halo» está presente en el lado I Am... del tercer álbum de estudio de Beyoncé I Am... Sasha Fierce (2008), debido a que es una balada, y le permitió mostrar «quién es ella debajo de todo el maquillaje, debajo de los reflectores y debajo de la excitante estrella de drama.» Beyoncé dijo que ella ama cantar baladas porque, de acuerdo a ella, «la música y la emoción en la historia se dicen mucho mejor. Se trata de una mejor conexión, porque se puede oír y no todas esas otras distracciones. Realmente quería que la gente escuchara mi voz y escuchar lo que tenía que decir.»

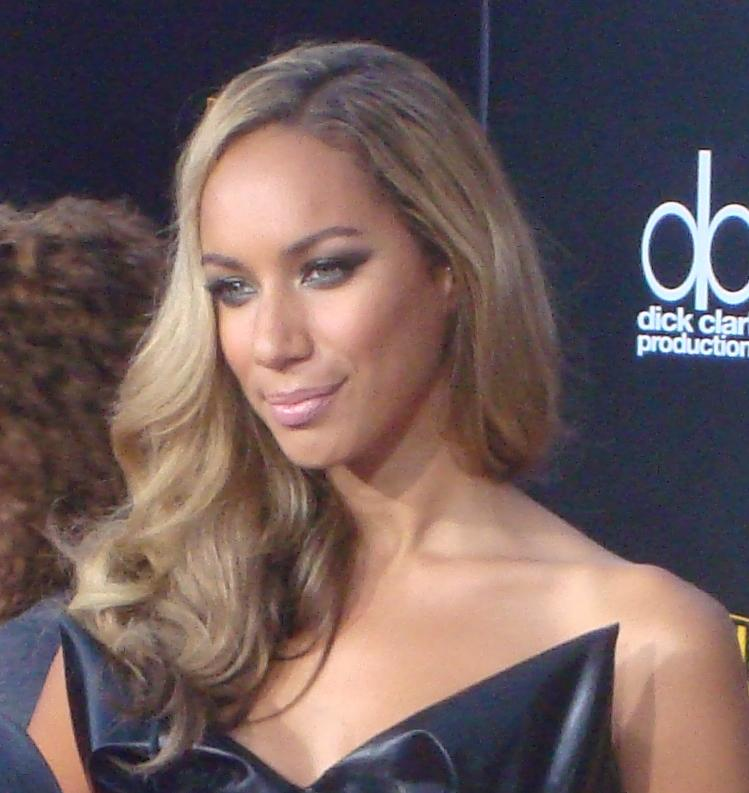
Durante 2009 se rumoró que «Halo» fue escrita para la cantante Leona Lewis.

De acuerdo con Simon Cowell, los escritores originalmente destinaron «Halo» a su cliente Leona Lewis. Sin embargo Tedder comentó que Cowell estaba molesto de que la canción fue originalmente compuesta para Beyoncé, y ella eventualmente la pidió. Tedder aclaró en el programa de radio británico In:Demand with Alex James, transmitido por Key 103, que «Halo» fue ofrecida tentativamente a Lewis después de que Beyoncé estaba tomando mucho tiempo para grabarla. Tedder agregó:

Hubo un gran escándalo de que originalmente «Halo» estaba destinada a ir a Leona. Nunca fue el caso ... Esa canción fue escrita para Beyoncé. Lo que sucedió fue que Beyoncé esperó el tiempo suficiente para grabar la canción ... Pensé que este podría haber sido un brillante primer sencillo para Leona, que lo habría sido ... Lo que hice fue que tontamente le dije al grupo de Leona, "Tengo [esta canción] en espera para otra [artista rentable] y estoy bastante seguro de que ellos la tomarán, pero si ellos no lo hacen, sólo quiero saber si les gusta lo suficiente como para considerarla". Se las envié y se encendieron. Ellos la amaron e instantáneamente dijeron que querían grabarla. Yo dije "¡esperen, esperen, esperen, no, aún no está libre!

## Publicación
Inicialmente, «Halo» y «Ego» estaban planeadas a ser publicadas simultáneamente en los Estados Unidos, seguidos de los sencillos de 2008 «If I Were a Boy» y «Single Ladies (Put a Ring on It)». Sin embargo, el lanzamiento de «Ego» se canceló, y fue remplazado por «Diva». «Halo» y «Diva» fueron tomadas de cada lado del álbum I Am... Sasha Fierce debido a que ambas canciones demostraban el concepto de la dualidad de personalidades de Beyoncé. Esto a su vez, retrata el tema central del álbum, que fue segregado por la colocación de sus baladas y canciones uptempo en discos separados.
Columbia Records y Music World Entertainment publicaron la canción como sencillo el 20 de enero de 2009, a través de la radio estadounidense. Un extended play (EP) digital conteniendo una versión para la radio y cuatro remezclas de «Halo» fue puesto a la venta por medio de descargas digitales en los Estados Unidos el 14 de abril de 2009. Un sencillo incluyendo una remezcla de «Single Ladies (Put a Ring on It)» fue publicada el 20 de febrero de 2009 en Australia, Nueva Zelanda, y Canadá, en donde la canción también estuvo disponible en los formatos de EP digital, vinilo 12" y maxisencillo, el 14 de abril de 2009. En Francia, la canción «Halo» fue lanzada el 20 de marzo de 2009. En la misma fecha, fue publicada digitalmente junto con una versión de «Diva» en Europa, incluyendo Alemania, Bélgica, y España; adicionalmente en Alemania la canción fue puesta a la venta por medio de sencillo en CD y sencillo en vinilo el 3 de abril y el 12 de abril de 2009. En el Reino Unido, un EP digital, conteniendo la versión del álbum I Am... Sasha Fierce y tres remezclas fue lanzada el 13 de abril de 2009.

## Composición

«Halo» fue compuesta en la tonalidad de La mayor.

Musicalmente «Halo» es una power ballad que destaca un tempo lento. De acuerdo a la partitura publicada en el sitio web Musicnotes.com, la pista contiene una producción de R&B contemporáneo y pop, lo cual fue percibido por el crítico musical Christian Williams en una reseña para la revista Billboard. «Halo» está compuesta en un compás de 4/4 simple en la tonalidad de la mayor y posee un compás de 3/4. Se interpreta en un tempo de ochenta y cuatro pulsaciones por minuto, y la progresión de acordes consiste en la secuencia laM–sim–fa#M–reM.
«Halo» está escrita en un ciclo de verso-estribillo y se compone de canto, segunda voz, piano, teclados y sintetizadores de trasfondo. El registro vocal de Beyoncé abarca desde la nota musical do3 sostenido a la nota fa5 sostenido. Darryl Sterdan notó que la canción tiene «una línea elegante de piano, cuerdas agitadas, y un ritmo de aplauso-pisadas fuertes.» El editor Spence D., de IGN Music, comentó que el sonido del piano es amplificado por aplausos soul y golpes en el piso. Joey Guerra, empleado del periódico Houston Chronicle, dijo que «Halo» «[está] inundada de olas sinfónicas, un fervor góspel y acentos electrónicos», y que en su letra «rompe con [una] emoción a corazón abierto.»
Varios críticos musicales han hallado semejanzas en «Halo» con el sencillo «Umbrella» (2007) de la cantante barbadense Rihanna. Alexis Petridis de The Guardian notó que «Halo» tiene «[los] mismos sintetizadores helados, la misma unidad en tiempo de rock dinámico, y el mismo estribillo repetitivo», una visión que Brent DiCrescenzo de Time Out Chicago y Jennifer Vineyard de MTV News compariteron. Nick Levine de Digital Spy describió la canción como un «híbrido muscular» de «Umbrella» y «Bleeding Love» (2007), de la cantante británica Leona Lewis. Levine también comparó a «Halo» con «Yesterday» (2009) de Toni Braxton, escribiendo que «comparte mucho ADN de "Halo"». Ryan Dombal de Pitchfork Media notó que Beyoncé parece ser estridente y estar expuesta al mismo tiempo, y que su letra recuerda a trabajos de Céline Dion.
La letra de «Halo» muestra a Beyoncé como la protagonista, quién profesa su amor a su «amante celestial», lo cual Dombal y Sterdan notaron. Spence D. comentó que la canción abre con la línea Remember those walls I built? Well, baby, they're tumbling down («¿Recuerdas esos muros que construí? Bueno, nene, ellas se están derrumbando»), con la voz de Beyoncé que parece «estar entrando y saliendo de vibratos de gritos y trinos». En cuanto a la composición de «Halo», Beyoncé dijo:

«"Halo" ... siento que es angelical ... es muy simple pero tiene muchas cuerdas y también tiene tambores interesantes. ... Es una gran mezcla de hip hop y R&B, y básicamente dice que sabes que tenía construidos estos muros acerca del amor y que tú [los derribaste], y sabes que cuando te miro puedo ver tú halo, es realmente hermoso.»

## Acusaciones de Kelly Clarkson

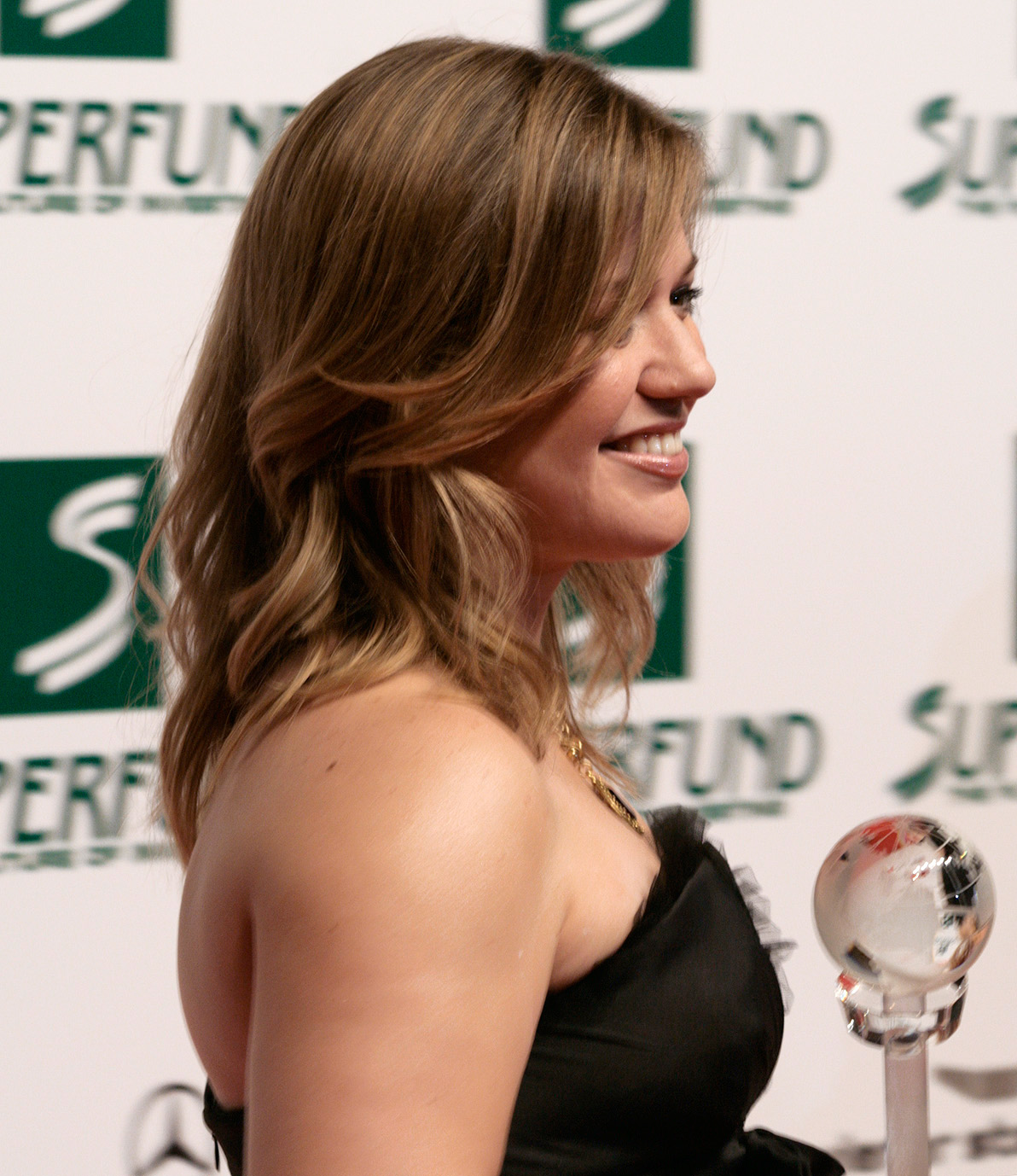
Kelly Clarkson (en la imagen) alegó que Tedder usó el mismo arreglo musical en las canciones «Halo» y «Already Gone».

Durante 2008 Tedder trabajó con la cantautora estadounidense Kelly Clarkson, produciendo el cuarto álbum de estudio de Clarkson All I Ever Wanted, y una de las canciones que escribieron juntos fue «Already Gone» (2009). Clarkson acusó a Tedder de utilizar el mismo arreglo musical de «Halo» en «Already Gone», alegando que el público podría asumir que ella le estaba plagiando a Beyoncé:

Ryan y yo nos conocimos en la compañía discográfica, antes de que él estuviera trabajando con [alguien] ... Nosotros escribimos como seis canciones, cuatro o cinco de ellas se incluyeron en el álbum. Todo iba bien y excelente. Yo nunca había escuchado de una canción titulada "Halo". El álbum de Beyoncé salió [a la venta] cuando el mío ya estaba siendo impreso. Nadie va a estar sentado en su casa, pensando "Amigo, Ryan Tedder le dio la misma pista a Beyoncé y Kelly para escribir". No, ellos dirán que se la robé a alguien. Llamé a Ryan y le dije "No entiendo, ¿Por qué hiciste eso?"

En respuesta a la insatisfacción de Clarkson, Tedder comentó que no le daría el mismo arreglo musical a dos artistas: «"Already Gone" es una de las mejores canciones que he escrito o producido desde "Bleeding Love" y se yergue sobre sus propios méritos, aparte de «Halo». Son dos canciones completamente diferentes conceptualmente, melódicamente, y líricamente, y yo nunca trataría de engañar a un artista como Kelly Clarkson o Beyoncé en la grabación sobre la misma pista musical, la idea es a la vez dolorosa y absurda. Creo que cuando la gente escuche "Already Gone" escucharán lo que yo – una de las mejores vocalistas en la Tierra dando su interpretación más inquietante y desgarradora en una canción que ella ayudó a escribir. Desafío al público a escucharla y formular sus propias opiniones.»
Clarkson intentó disuadir a su compañía discográfica, RCA Records, de publicar «Already Gone» como sencillo por respeto a Beyoncé, pero rechazaron su petición y la lanzaron a la venta. Clarkson comentó acerca de ello: «Al final, ellos la están publicando sin mi consentimiento. Eso apesta, pero es una de las cosas en las que yo no tengo control. Ya hice mi álbum. En este punto, la compañía discográfica puede hacer lo que quiera con él. Es una especie de una situación de mierda, pero ... sabes, aprendes.»

## Promoción

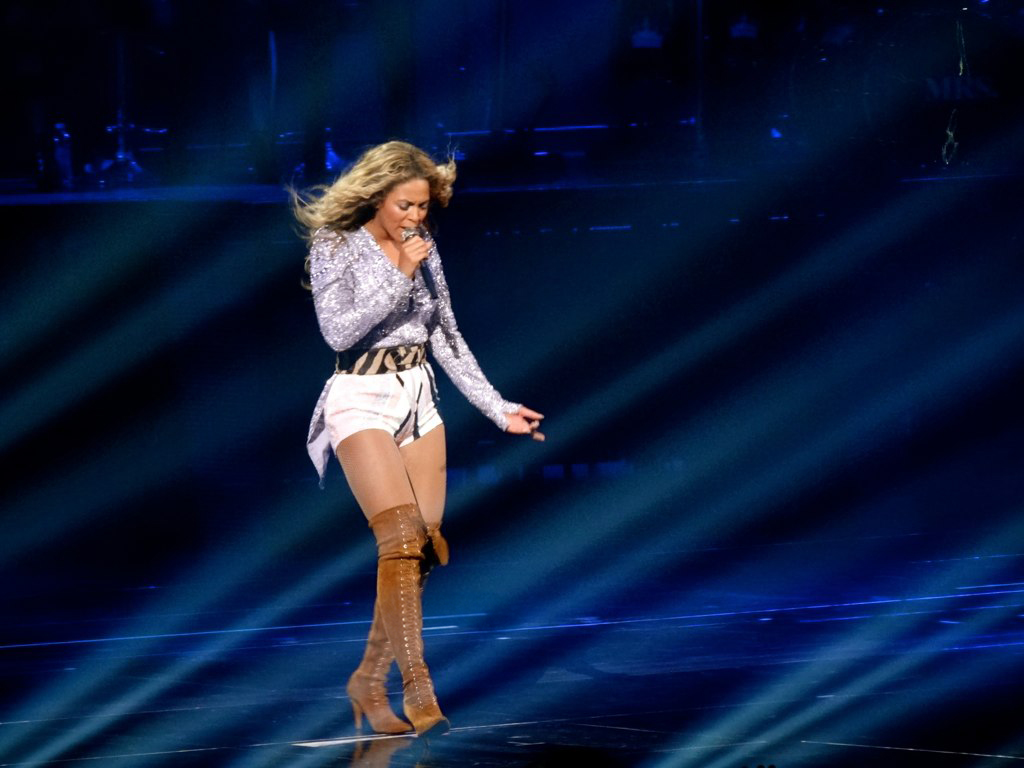
Beyoncé interpretando «Halo» durante el final del concierto en The Mrs. Carter Show World Tour.

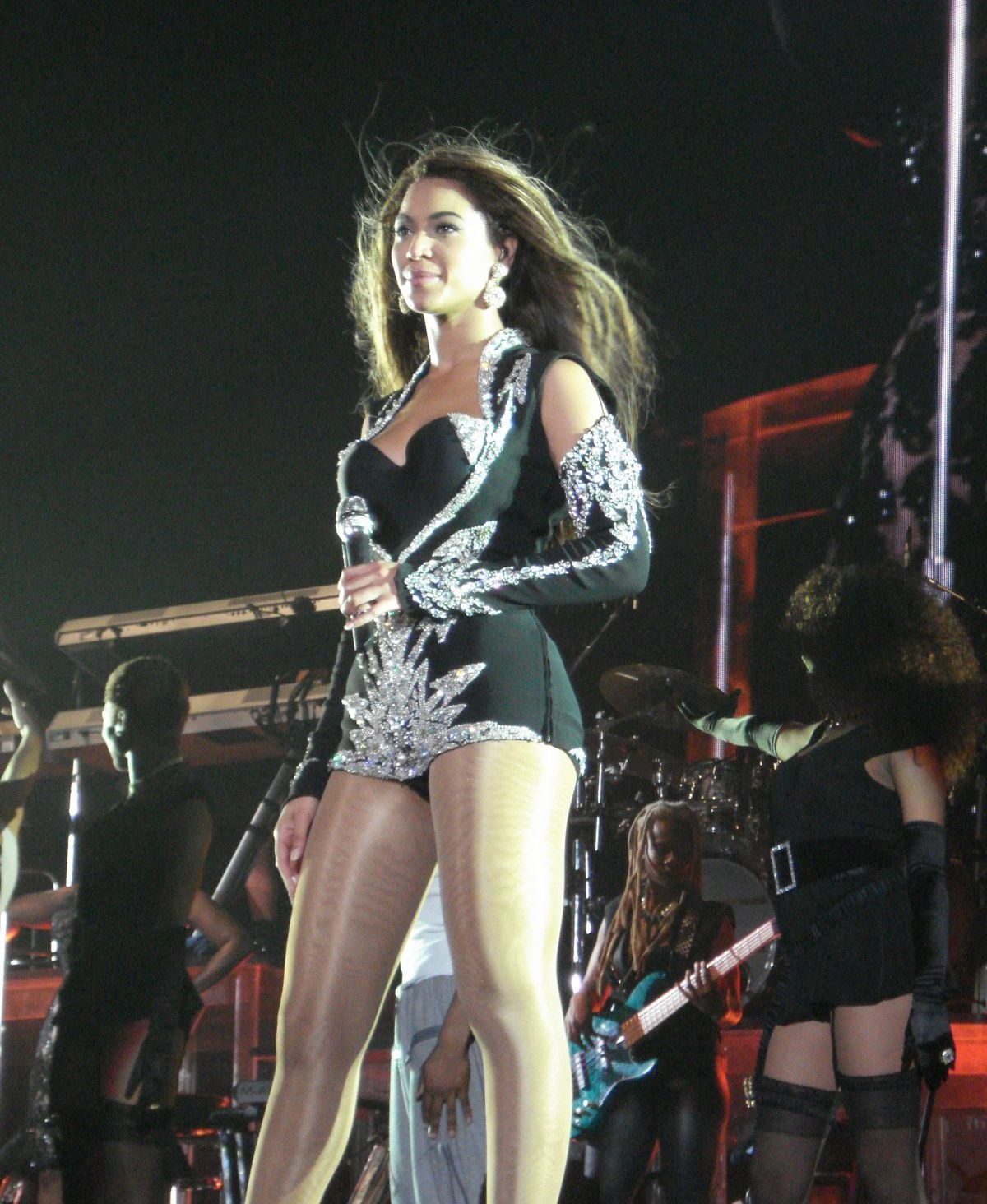
Beyoncé interpretando «Halo» durante el final del concierto en Belgica.

Beyoncé cantó «Halo» por primera vez en los Premios NAACP Image el 12 de febrero de 2009. Interpretó la canción en el programa Late Show with David Letterman después de una entrevista el 22 de abril de 2009. El día siguiente Beyoncé interpretó la pista en el programa de NBC The Today Show. «Halo» se añadió a la lista de canciones de la gira mundial de Beyoncé I Am... Tour (2009–10), la cual promovía su álbum I Am... Sasha Fierce. La pista se interpretaba al final del concierto; después de que la canción «Single Ladies (Put a Ring on It)» terminaba ella comenzaba con «Halo». En su acto, Beyoncé comenzaba a cantarla en el escenario, pero después ella descendía de él y saludaba al público en las primeras filas. La canción se agregó al álbum en directo I Am... Yours: An Intimate Performance at Wynn Las Vegas en 2009, y el DVD de I Am... Tour, I Am... World Tour, en 2010.
El 25 de junio de 2009, Michael Jackson murió mientras Beyoncé estaba de gira; ella realizó un homenaje a Jackson en diversas ciudades, que incluyó Atlanta, Georgia y Nueva Orleans, Luisiana. Durante el acto, una imagen de Jackson aparecía en la pantalla principal. Beyoncé cambiaba la letra a Michael I can see your Halo. I pray your music won't fade away («Michael puedo ver tú Halo. Rezo para que tú música no se desvanezca»). El 12 de enero de 2010, un terremoto sacudió Haití. Un teletón caritativo llamado Hope for Haiti Now: A Global Benefit for Earthquake Relief se organizó el 22 de enero, en donde muchas personalidades participaron, incluyendo a Beyoncé. Durante el programa ella interpretó «Halo» junto con Chris Martin, el vocalista de la banda británica Coldplay, quien le apoyaba tocando el piano. Beyoncé modificó las líricas, cantando: Haiti, we can see your halo / You know you're my saving grace / You're everything I need and more, it's written all over your face / Haiti, we can see your halo / I pray you won't fade away. («Haití, podemos ver su halo / Saben que son mi gracia salvadora / Ustedes son todo lo que necesito y más, está escrito sobre todo su rostro / Haití, podemos ver su halo / Rezo para que no se desvanezcan»). La canción fue agregada al álbum de la transmisión Hope for Haiti Now. Beyoncé cantó «Halo» en el Festival de Glastonbury el 26 de junio de 2011. En 2016 la canción fue añadida al espectáculo realizado por la cantante durante su gira mundial The Formation World Tour de ese año.

## Videos musicales
El video musical de «Halo» se estrenó exclusivamente en la tienda virtual iTunes Store el 23 de diciembre de 2008 en los Estados Unidos, junto con el video musical de «Diva». Philip Andelman dirigió el video musical, y cuenta con la participación del actor estadounidense Michael Ealy, quien interpreta al interés amoroso de Beyoncé. De acuerdo a Ealy, él trabajó con Beyoncé porque «Una vez que [él] escuchó la canción, [él] tenía que hacerlo», y añadió que «es [la] segunda vez que se [le pedía] que hiciera un video de Beyoncé. La primera vez fue "Irreplaceable" (2006)—donde la cantante explica que su amante es de hecho reemplazable, pero [él] no quería hacerlo. [Él] dijo: "Llámame cuando tengas un papel de héroe"».
El video musical comienza con Beyoncé siendo iluminada por una luz, que entra por una ventana, mientras ella se encuentra de pie frente de una pared. Mientras el video avanza, se muestran muchas escenas que ocurren en su casa. En una toma, Beyoncé se encuentra bailando una coreografía, vestida con un leotardo, mientras Ealy la observa desde un balcón. Durante el clímax, Beyoncé aparece bajo el agua vestida de blanco, mientras ella sube lentamente. En la última escena, ella aparece tendida boca arriba y Ealy sobre de ella. Beyoncé comentó acerca del video: «Es muy íntimo, romántico y la casa en la que [estaban filmando] es hermosa. Y [ella] estaba intentando de asegurarse de que [ellos] pudieran hacer [la escena] de la piscina porque [ella pensaba] que pudiera ser realmente hermosa.» El video fue posicionado en el número setenta y nueve de la lista de BET «Notariado: La cuenta regresiva de los 100 mejores vídeos de 2009». Jennifer Cady del sitio web E! Online dijo que las «luces brillantes» en el video hacen que «[Beyoncé] parezca un ángel». Añadió que «Halo» «es agradable y tranquilo, perfecto para alguna clase de mixtape romántico.»

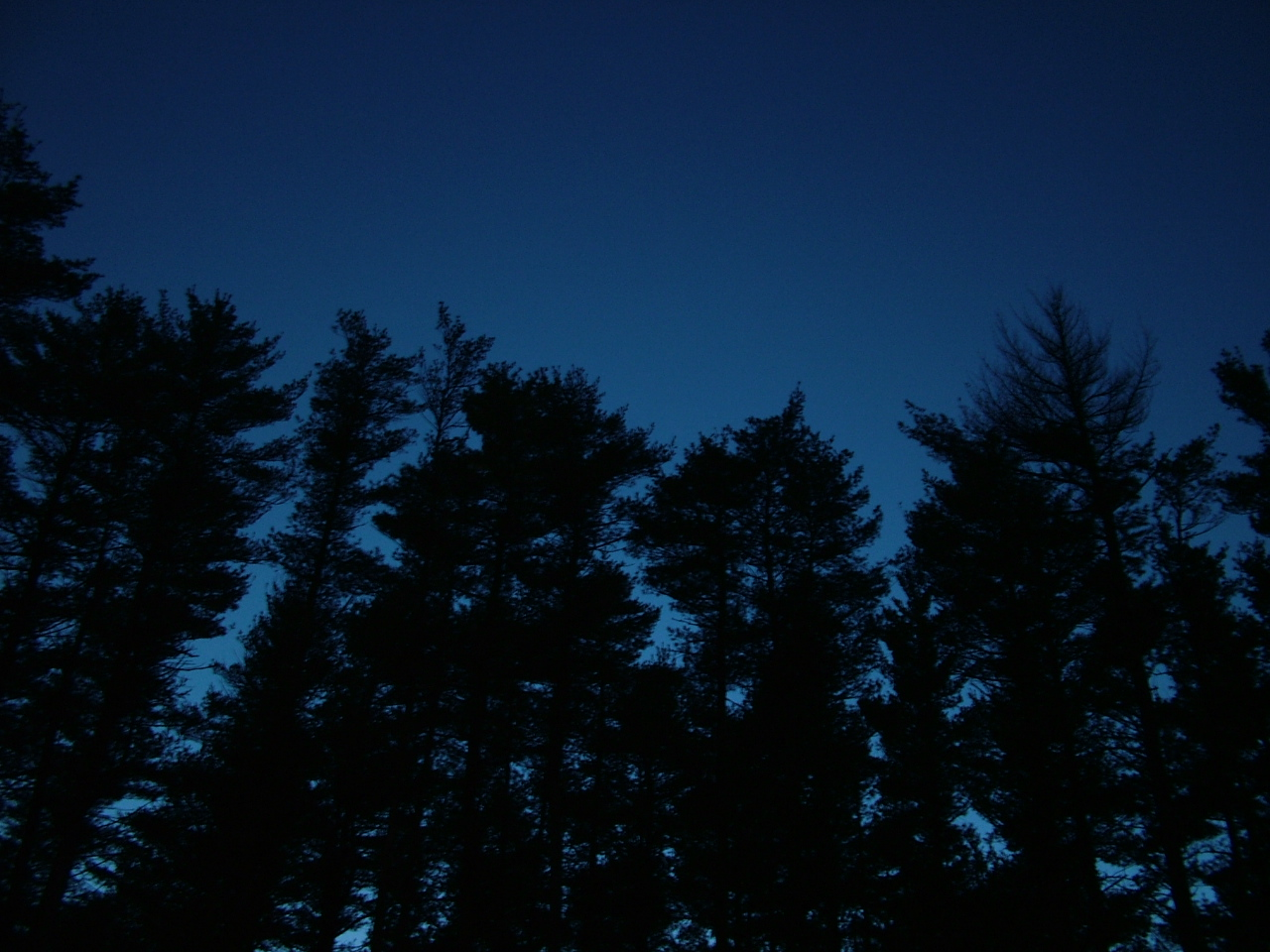
La segunda versión del video musical de «Halo» muestra a Ealy escapando de la policía en un bosque de noche.

En mayo de 2010, una versión alterna del video musical se filtró en internet, como una explicación del porqué Beyoncé recordaba a su interés amoroso en la versión original. Descrita como una «versión oscura del video original» por la revista Rap-Up, el cortometraje comienza con la vista del cielo nocturno y varios árboles. Beyoncé aparece conduciendo un coche mientras que su interés amoroso está siendo perseguido por policías y perros policía a través de un bosque. Beyoncé estaciona el vehículo a un lado de la carretera entretanto que Ealy sigue siendo seguido. A lo largo del video varias escenas de la versión original son vistas. Eventualmente un perro alcanza a Ealy, el cual lo ataca con fuerza, rasgando el bolsillo de su chaqueta. Después se muestra como el viento empieza a mover y llevarse dinero. Al final del video, Beyoncé encuentra el cuerpo inerte de Ealy tendido en el suelo. Ed Easton Jr de la estación de radio 923Radio, que forma parte de CBS Radio, comentó que la versión alterna puede ser «horripilante para los fans jóvenes de Beyoncé».

## Recepción de la crítica y premios
Christian Williams de la revista Billboard escribió: «[El sonido pop de la canción] puede llevarla a la cima de las listas [de popularidad]. Podrían hacerse comparaciones con "Bleeding Love" de Leona Lewis, pero [Tedder] se cuelga alto por sus propios méritos.» Michael Slezak de Entertainment Weekly comentó, «"Halo", una pista absolutamente gloriosa y perfectamente producida que debería ser un éxito tan grande como "Irreplaceable" y "Crazy in Love (2003)".» James Reed de The Boston Globe dijo que la canción es «por mucho la power ballad más evocativa que Beyoncé ha grabado. Se trata de una descomunal canción de amor épico que suena a Phil Spector trabajando en las mesas de mezclas con su mágico "Wall of Sound". No importan su letra [ordinarias y nada especiales]; en esta [canción] todo va en aumento, empezando con un pre-estribillo que culmina con la voz de Beyoncé rebotando la palabra "halo".» Mientras revisaba el álbum I Am... Sasha Fierce, Leah Greenblatt, escritor de Entertainment Weekly, concluyó que en el lado I Am el disco hay algunas «baladas preciosas», incluyendo la «ascendente "Halo"».
Cuando «Halo» salió a la venta, David Balls revisó el sencillo para Digital Spy. El mencionó: «"Halo" es una power ballad contemporánea en el molde de "Bleeding Love": ritmos de moda, una melodía simple piano y un montón de emoción. Everywhere I'm looking now / I'm surrounded by your embrace / baby, I can see your halo / you know you're my saving grace ("Dondequiera que esté viendo ahora / Estoy rodeada de tú abrazo / Nene, puedo ver tú halo / Sabes que eres mi gracia salvadora"), Beyoncé canta sobre la producción rimbombante de Tedder. ¿Podría Lewis haber logrado algo mejor?. Bueno, eso es una cuestión de opinión, por supuesto, pero la señora de Jay-Z no deja mucho margen de mejora.» Michaelangelo Matos de The A.V. Club escribió que «Beyoncé tiene un talento real para la grandeza, y las melodías de gran variedad como "Halo" y "Ave Maria" le dan lo suficiente como para trabajar[,] con eso es fácil perdonar a una línea como Baby, I can feel your halo ("Nene, puedo ver tú halo").» James Montgomery de MTV News dio una crítica positiva a la pista y a otra canción de Beyoncé («If I Were a Boy» (2008)), mencionando que su «poder lacrimógeno» revela «lados de Beyoncé que no sabíamos que existían.»
«Halo» fue nominada el 17 de julio de 2009 en la categoría de Mejor sencillo en los Urban Music Awards. También fue nominada a la mejor canción de amor en los Teen Choice Awards de 2009. «Halo» ganó el premio a la mejor canción en la ceremonia de 2009 de los MTV Europe Music Awards. El sencillo fue nominado en los Premios Grammy de 2010 en las categorías de Grabación del año y Mejor interpretación vocal pop femenina, siendo galardonado con el segundo el 31 de enero de 2010. La canción ganó el premio a la mejor canción extranjera en los premios croatas Porin, en 2010. La versión en vivo de «Halo», la cual se encuentra incluida en el álbum I Am... Yours: An Intimate Performance at Wynn Las Vegas, fue nominada en los Premios Grammy de 2011 en la categoría de mejor interpretación vocal pop femenina. La American Society of Composers, Authors and Publishers (ASCAP) reconoció a «Halo» como una de las canciones más divulgadas de 2009 en los 27.º Premios ASCAP Pop Music Awards. Bill Lamb de About.com posicionó a «Halo» en el número quince en su lista de las «100 mejores canciones pop de 2009», escribiendo: «"Halo" es una candidata clara para la canción de amor de 2009. Beyoncé hizo una majestuosa canción que defina claramente su agradecimiento por el amor que todo lo abarca de una pareja de por vida.» En el 30.º cumpleaños de Beyoncé, Erika Ramirez y Jason Lipshutz de la revista Billboard posicionaron la canción en el número dieciocho en su lista Beyoncé's 30 Biggest Billboard Hits («Los 30 grandes éxitos de Beyoncé en Billboard»).

## Comportamiento en las listas

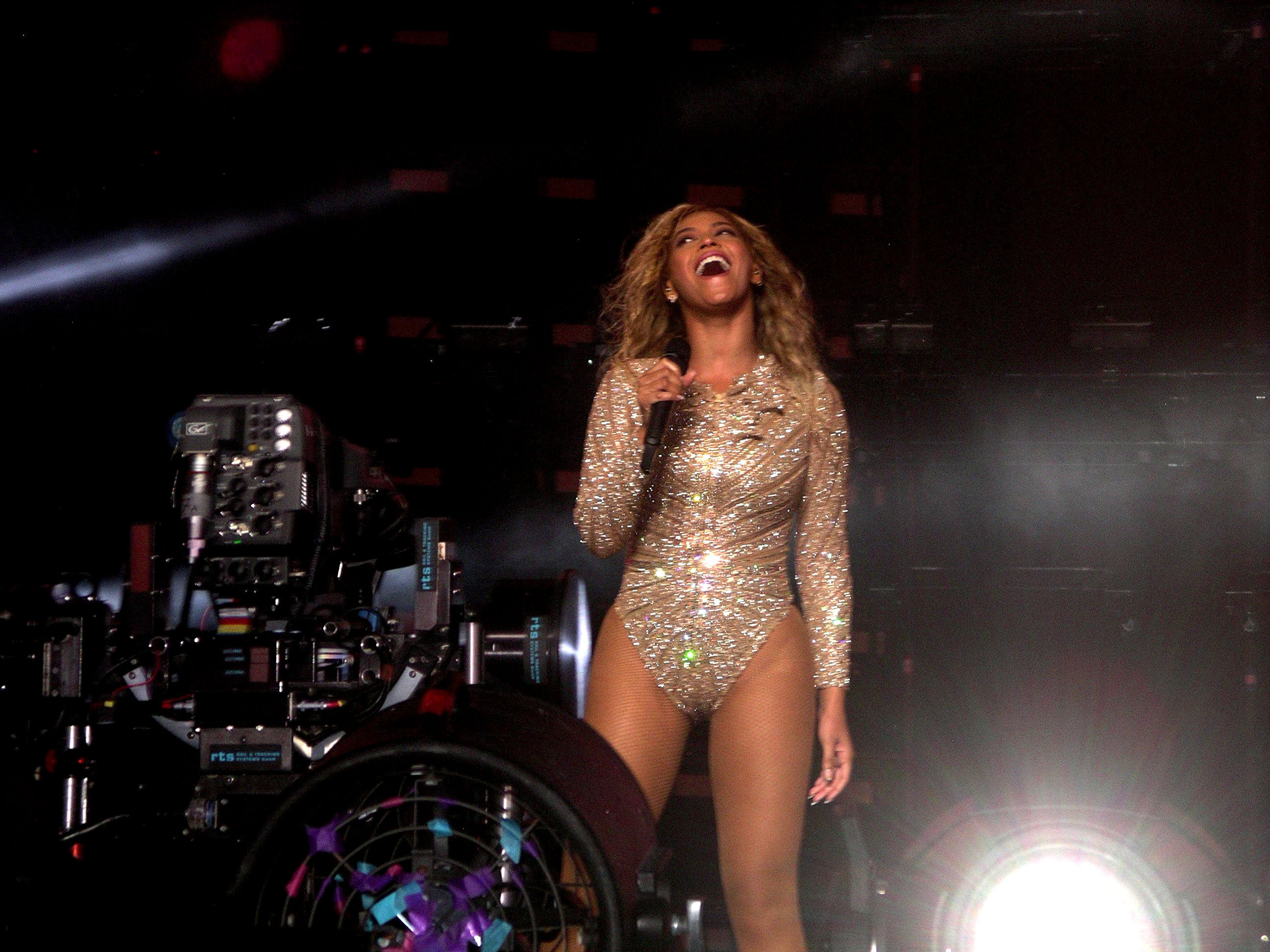
Beyoncé interpretando «Halo» en su gira The Formation World Tour, en Milan, Italia.

«Halo» debutó en la posición número noventa y tres en la lista de éxitos Billboard Hot 100, en el ejemplar de 7 de febrero de 2009 de la revista. La canción alcanzó el quinto puesto, su máxima posición, el 23 de mayo del mismo año. Con esta proeza, Beyoncé consiguió tener la mayor cantidad de sencillos en el Top 10 en la lista Hot 100 que cualquier otra artista femenina, en la década de los años 2000. Después de treinta semanas en el Top 40 de la lista Hot 100, «Halo» fue vista por última vez el 29 de agosto de 2009. La canción también figuró en otras listas de Billboard: Hot Dance Club Songs, Pop Songs y Hot R&B/Hip-Hop Songs, llegando a los números uno, cinco y dieciséis, respectivamente. El sencillo ha sido certificado doble platino por la Recording Industry Association of America (RIAA) el 5 de enero de 2010. Según Nielsen SoundScan, hasta octubre de 2012, «Halo» vendió 3 123 000 descargas en Estados Unidos, donde se convirtió en el segundo sencillo más vendido de I Am... Sasha Fierce, después de «Single Ladies (Put a Ring on It)».
El 15 de febrero de 2009, «Halo» debutó en el número veintinueve en la lista australiana ARIA Singles Chart. El sencillo, que alcanzó el número tres, dejó el Top 40 el 11 de agosto de 2009. La Australian Recording Industry Association (ARIA) certificó a la pista con triple platino, denotando la venta de más de 210 000 copias. En la lista española, a cargo de la asociación de Productores de Música de España (PROMUSICAE), la canción debutó en el número cuarenta y cinco el 25 de enero de 2009, pero salió de la lista la semana siguiente. Sin embargo, volvió a entrar a la lista cuatro meses después en el número cuarenta y cuatro, el 3 de mayo de 2009, ascendiendo y alcanzó el número cinco el 11 de octubre del mismo año. PROMUSICAE certificó a «Halo» con doble platino, con más de 80 000 copias vendidas.
La pista inicialmente apareció por una semana, en el Reino Unido, en el número 107. «Halo» volvió a entrar a la UK Singles Chart en el número noventa y ocho el 27 de febrero de 2009, y después de seis semanas subió al número cuatro el 4 de abril. Después de cuarenta y dos semanas en la lista, la pista salió a finales de febrero. La British Phonographic Industry (BPI) le dio a «Halo» una certificación de disco de oro, el 23 de octubre de 2009. La canción volvió a entrar en la posición sesenta el 9 de julio de 2011. «Halo» estuvo en listas de otros países como Alemania, Brasil, Eslovaquia, Nueva Zelanda, entre otros.

## Otras versiones y uso en medios de comunicación

En la serie de televisión Glee «Halo» fue mezclada con «Walking on Sunshine» de Katrina & the Waves.

En 2009, el grupo musical Florence and the Machine versionó «Halo» en BBC Radio 1, en el segmento Live Lounge. Adicionalmente, la canción fue mezclada con «Walking on Sunshine» de Katrina & the Waves en el programa televisivo Glee, en el episodio «Vitamina D». El popurrí fue lanzado como sencillo y alcanzó la cuarta posición en la lista Irish Singles Chart de Irlanda, novena en UK Singles Chart, décima en ARIA Singles Chart, el puesto veintiocho en Canadian Hot 100, y cuarenta en el Billboard Hot 100. La canción recibió la certificación de oro, por parte de la ARIA. «Halo / Walking on Sunshine» se incluyó en el repertorio de la gira mundial de la serie Glee Live! In Concert!. En 2009, PS22 chorus, coro de la escuela primaria Public School 22 de Graniteville, Staten Island, versionó «Halo» y «Single Ladies (Put a Ring on It)» durante el almuerzo anual de Women in Music, de la revista Billboard, que se llevó a cabo en el hotel The Pierre en New York.
Durante la entrega de los MTV Europe Music Awards de 2009, la cantante estadounidense Katy Perry interpretó una remezcla «Halo» con los otros nominados para la «Mejor Canción» de aquella ceremonia.
 En 2010, la banda irlandesa Westlife cantó «Halo» en su gira "Where We Are", combinándola con su canción «How to Break a Heart». «Halo» ha sido versionado por otros artistas, tales como Harper Blynn, ceo, y Major Lazer junto con Elephant Man. El cantante Mike Posner también versionó la canción y la incluyó en su álbum A Matter of Time (2009), pero con distinta letra. De acuerdo a un escritor de MTV, «su brillante ... redención a la canción de Beyoncé [como una] canción de ruptura es una refrescante toma de la original». El sencillo de Beyoncé fue incluido en la banda sonora de la telenovela brasileña Caminho das Índias. También, la canción está destacada en el álbum recopilatorio británico Now! 73.

## Lista de canciones
| - CD premium vendido en Europa 1. «Halo» (versión del álbum) – 4:22 2. «Diva» (versión del álbum) – 3:21 3. «Halo» (edición de la radio de la remezcla de Dave Audé) – 4:10 4. «Halo» (video) – 3:44 - Sencillo en CD 1. «Halo» – 4:22 2. «Diva» – 3:21 - Sencillo lanzado en Australia, Canadá y Nueva Zelanda 1. «Halo» – 4:21 2. «Single Ladies (Put a Ring on It)» (edición de radio de la remezcla de RedTop) – 3:32 | - Sencillo lanzado en Reino Unido – EP 1. «Halo» (remezcla de Olli Collins & Fred Portelli) – 6:58 2. «Halo» (remezcla de The New Devices) – 5:49 3. «Halo» (remezcla de My Digital Enemy) – 6:33 4. «Halo» – 4:21 - Sencillo y remezclas vendido en Estados Unidos – EP 1. «Halo» (edición de radio) – 3:44 2. «Halo» (remezcla de Dave Audé para discotecas) – 8:54 3. «Halo» (remezcla de Gomi para discotecas) – 8:57 4. «Halo» (remezcla de Karmatronic Club para discotecas) – 7:13 5. «Halo» (remezcla de Lost Daze Club para discotecas) – 8:02 |

## Listas y certificaciones
| País (lista)                                  | Posición más alta (2009) |
| --------------------------------------------- | ------------------------ |
| Alemania (Media Control Charts)               | 5                        |
| Australia (ARIA Singles Charts)               | 3                        |
| Austria (Ö3 Austria Top 40)                   | 6                        |
| Bélgica, Región Flamenca (Ultratop 50)        | 18                       |
| Bélgica, Región Valona (Ultratop 40)          | 15                       |
| Brasil (Brasil Hot 100 Airplay)               | 1                        |
| Canadá (Canadian Hot 100)                     | 3                        |
| Dinamarca (Tracklisten)                       | 15                       |
| Eslovaquia (Radio Top 100 Oficiálna)          | 1                        |
| España (Top 50 singles)                       | 5                        |
| Estados Unidos (Billboard Hot 100)            | 5                        |
| Estados Unidos (Hot Dance Club Songs)         | 1                        |
| Estados Unidos (Hot R&B/Hip-Hop Songs)        | 16                       |
| Estados Unidos (Pop Songs)                    | 2                        |
| Francia (Top Téléchargement Singles & Titres) | 9                        |
| Hungría (Magyar Hanglemezkiadók Szövetsége)   | 17                       |
| Irlanda (Irish Singles Chart)                 | 4                        |
| Italia (Hit Parade)                           | 4                        |
| Noruega (VG-lista)                            | 1                        |
| Nueva Zelanda (New Zealand Singles Chart)     | 2                        |
| Países Bajos (Dutch Top 40)                   | 9                        |
| Reino Unido (UK Airplay Chart)                | 1                        |
| Reino Unido (UK Singles Chart)                | 4                        |
| República Checa (Top 50 Prodejní)             | 2                        |
| Suecia (Sverigetopplistan)                    | 8                        |
| Suiza (Swiss Music Charts)                    | 4                        |
| Unión Europea (Eurochart Hot 100 Singles)     | 4                        |

| Región (proveedor)    | Certificación |
| --------------------- | ------------- |
| Alemania (BVMI)       | Oro           |
| Australia (ARIA)      | 3× platino    |
| Canadá (CRIA)         | Platino       |
| España (PROMUSICAE)   | 2× platino    |
| Estados Unidos (RIAA) | 2× platino    |
| México (AMPROFON)     | Oro           |
| Italia (FIMI)         | Oro           |
| Reino Unido (BPI)     | Oro           |
| Suiza (IFPI)          | Platino       |

| País (lista)                                | Posición (2009) |
| ------------------------------------------- | --------------- |
| Alemania (Media Control Charts)             | 18              |
| Australia (ARIA Digital Tracks Chart)       | 6               |
| Australia (ARIA Singles Chart)              | 7               |
| Australia (ARIA Urban Singles Chart)        | 4               |
| Austria (Ö3 Austria Top 40)                 | 35              |
| Bélgica, Región Flamenca (Ultratop 50)      | 72              |
| Brasil (Brasil Hot 100 Airplay)             | 1               |
| Canadá (Canadian Hot 100)                   | 12              |
| España (Top 50 singles)                     | 9               |
| Estados Unidos Billboard Hot 100            | 24              |
| Estados Unidos Hot R&B/Hip-Hop Songs        | 79              |
| Estados Unidos Pop Songs                    | 18              |
| Hungría (Magyar Hanglemezkiadók Szövetsége) | 87              |
| Irlanda (Irish Singles Chart)               | 18              |
| Italia (Hit Parada)                         | 28              |
| Reino Unido (UK Singles Chart)              | 25              |
| Suecia (Sverigetopplistan)                  | 5               |
| Suiza (Swiss Music Charts)                  | 18              |
| Unión Europea (European Hot 100 Singles)    | 33              |
| País (lista)                                | Posición (2010) |
| Australia (ARIA Urban Singles Chart)        | 39              |

| País (lista)                    | Posición (2000–09) |
| ------------------------------- | ------------------ |
| Australia (ARIA Singles Chart)  | 39                 |
| Brasil (Brasil Hot 100 Airplay) | 1                  |

| País (lista)              | Posición más alta (2010) |
| ------------------------- | ------------------------ |
| Canadá (Canadian Hot 100) | 58                       |

| País (lista)               | Posición más alta (2010) |
| -------------------------- | ------------------------ |
| Suecia (Sverigetopplistan) | 23                       |